# Handball-Bayernliga 1995/96
Die Handball-Bayernliga 1995/96 wurde unter dem Dach des „Bayerischen Handballverbandes“ (BHV) organisiert und ist die höchste Spielklasse des Landesverbandes Bayern. Die Bayernliga ist nach der Bundesliga, der 2. Bundesliga und der Handball-Regionalliga eine der vierthöchsten Spielklassen im deutschen Handball.

## Saisonverlauf
Die Handball-Bayernliga 1995/96 war die achtunddreißigste Ausspielung der Handball-Bayernligasaison.

### Modus
Es wurde eine Hin- und Rückrunde gespielt. Nach Abschluss der daraus resultierenden 22 Spieltage stieg der „Bayerische Meister“ in die Regionalliga auf, während die letzten drei Mannschaften in die beiden Staffeln der Landesliga absteigen mussten.  Bei Punktegleichheit war das bessere Torverhältnis ausschlaggebend. Der Modus war für Männer und Frauen gleich.

## Teilnehmer und Platzierungen
Nicht mehr dabei waren die Auf- und Absteiger der Vorsaison. Neu dabei waren ein Absteiger (A) und die Aufsteiger (N) aus den Landesligen. Im Verlaufe der Saison traten zwölf Mannschaften in der Bayernliga an.

### Abschlusstabelle
|     | Mannschaft            | Spiele | Punkte |
| --- | --------------------- | ------ | ------ |
| 1.  | TG Landshut           | 22     | 39:5   |
| 2.  | TB 03 Roding          | 22     | 35:9   |
| 3.  | TSV Unterhaching (N)  | 22     | 31:13  |
| 4.  | TSV Landsberg         | 22     | 29:15  |
| 5.  | ETSV 09 Landshut (N)  | 22     | 22:22  |
| 6.  | TSV Simbach am Inn    | 22     | 21:23  |
| 7.  | MTSV Schwabing        | 22     | 18:26  |
| 8.  | TSV Milbertshofen (A) | 22     | 16:28  |
| 9.  | CSG Erlangen II       | 22     | 16:28  |
| 10. | DJK Rimpar            | 22     | 15:29  |
| 11. | TSV 1860 Ansbach (A)  | 22     | 11:33  |
| 12. | VfL Wunsiedel (N)     | 22     | 11:33  |

Bereich des „Bayer. Handballverbandes“ (BHV)

(A) = Absteiger aus der Regionalliga Süd (N) = neu in der Liga

 Bayerischer Meister und Aufsteiger zur Regionalliga Süd 1996/97

 Für die Bayernliga  1996/97 qualifiziert
Frauen
- Der TSV Milbertshofen wurde Bayerischer Meister und hat sich für die Regionalliga Süd der Frauen qualifiziert.